# Knivsta
Knivsta ist ein Ort in Schweden und liegt in der Provinz Uppsala län (historische Provinz Uppland). Der Ort ist zugleich Hauptort der Gemeinde Knivsta.
Durch die in der Nähe verlaufende Europastraße 4 sowie die Bahnanbindung bestehen gute Verbindungen nach Stockholm (48 Kilometer) und Uppsala (18 Kilometer).
Die Broborg ist eine eisenzeitliche Fornborg nordöstlich von Knivsta.

## Persönlichkeiten
- Gösta Sandberg (1932–2006), Fußball-, Bandy- und Eishockeyspieler
- Elin Holmlöv (* 1987), Eishockeyspielerin